# Wanfu (köpinghuvudort i Kina, Liaoning Sheng, lat 40,14, long 122,55)
Wanfu är en köpinghuvudort i Kina. Den ligger i provinsen Liaoning, i den nordöstra delen av landet, omkring 200 kilometer söder om provinshuvudstaden Shenyang. Antalet invånare är 37 283. Befolkningen består av 17 954 kvinnor och 19 329 män. Barn under 15 år utgör 11,0 %, vuxna 15-64 år 77 %, och äldre över 65 år 11,0 %.
Runt Wanfu är det ganska tätbefolkat, med 166 invånare per kvadratkilometer. Wanfu är det största samhället i trakten. Trakten runt Wanfu består till största delen av jordbruksmark.
Genomsnittlig årsnederbörd är 1 033 millimeter. Den regnigaste månaden är juli, med i genomsnitt 314 mm nederbörd, och den torraste är januari, med 8 mm nederbörd.